# Blokzijl

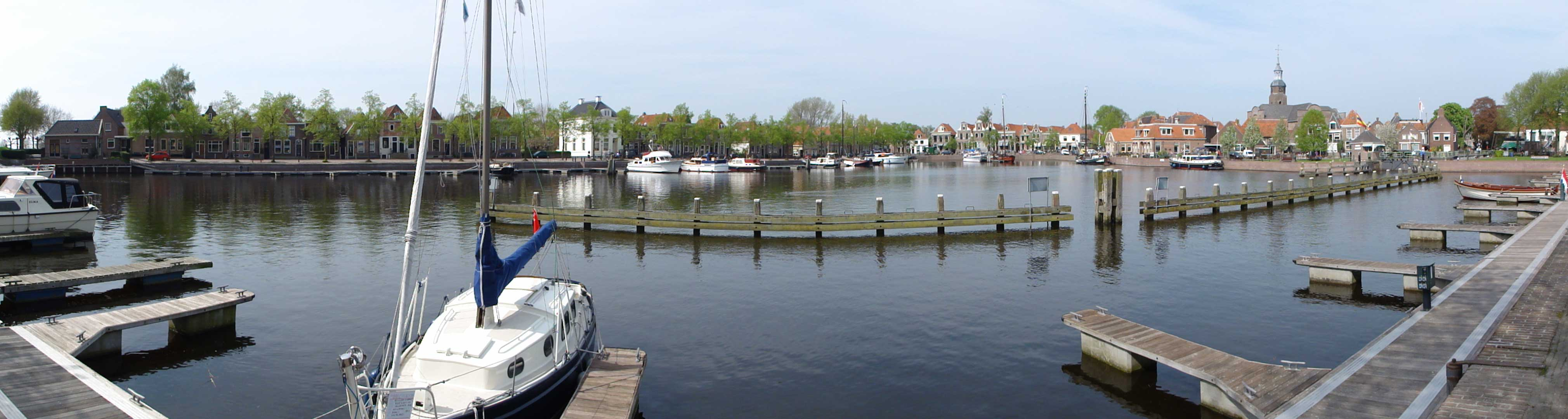
Blokzijl (Overijssel, Paesi Bassi): panoramica del porticciolo

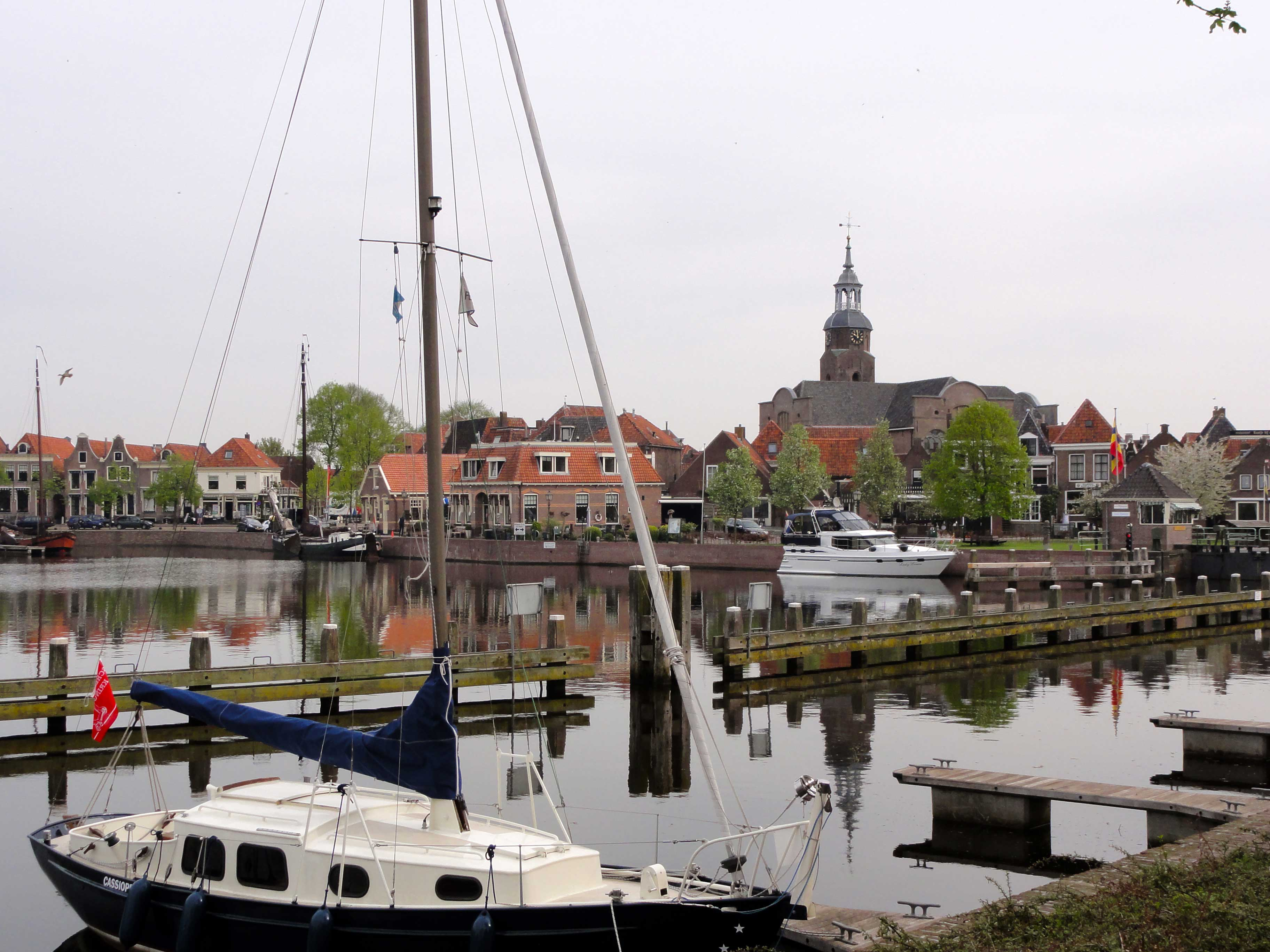
Il porticciolo di Blokzijl

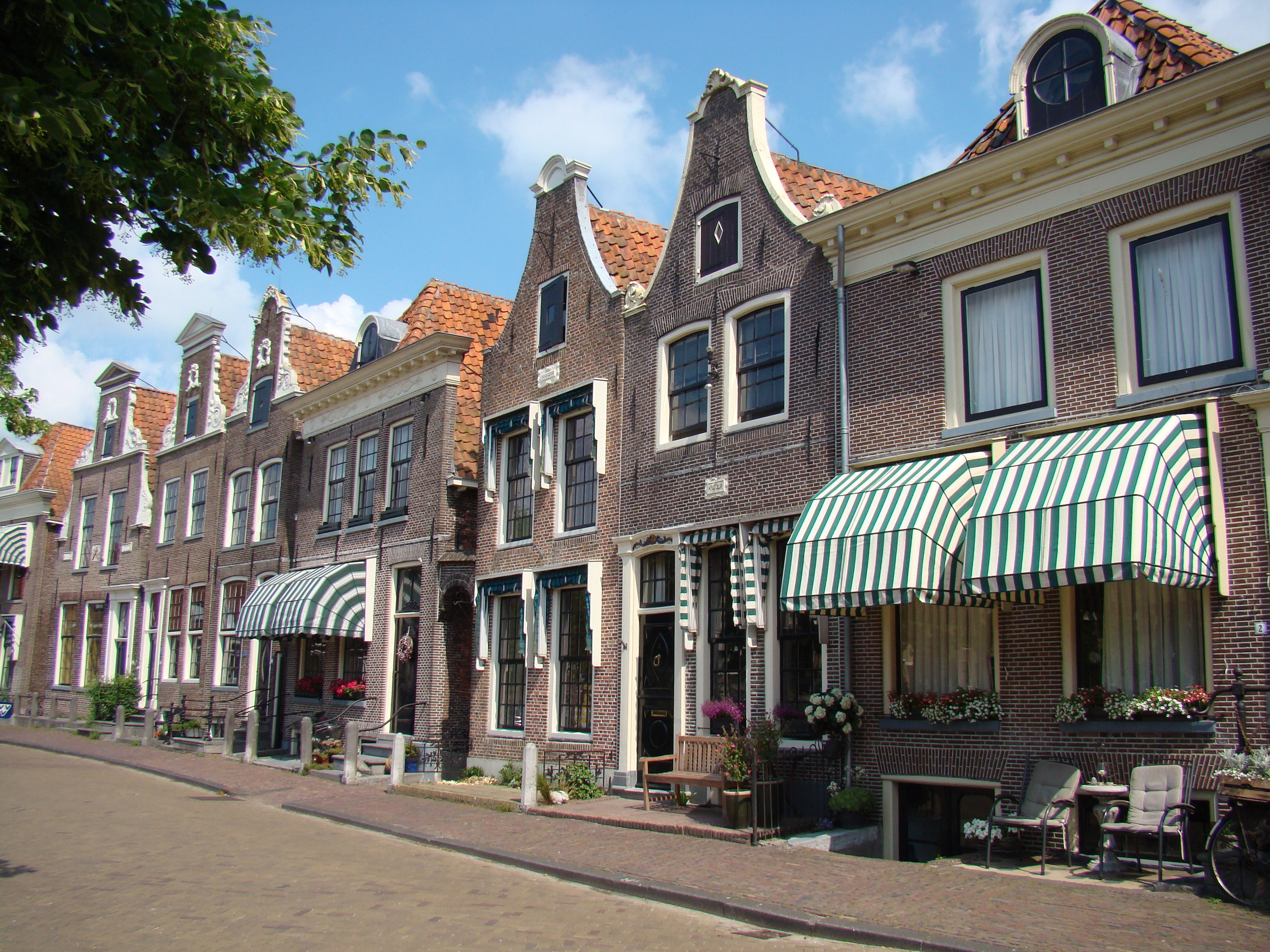
Edifici storici di Blokzijl

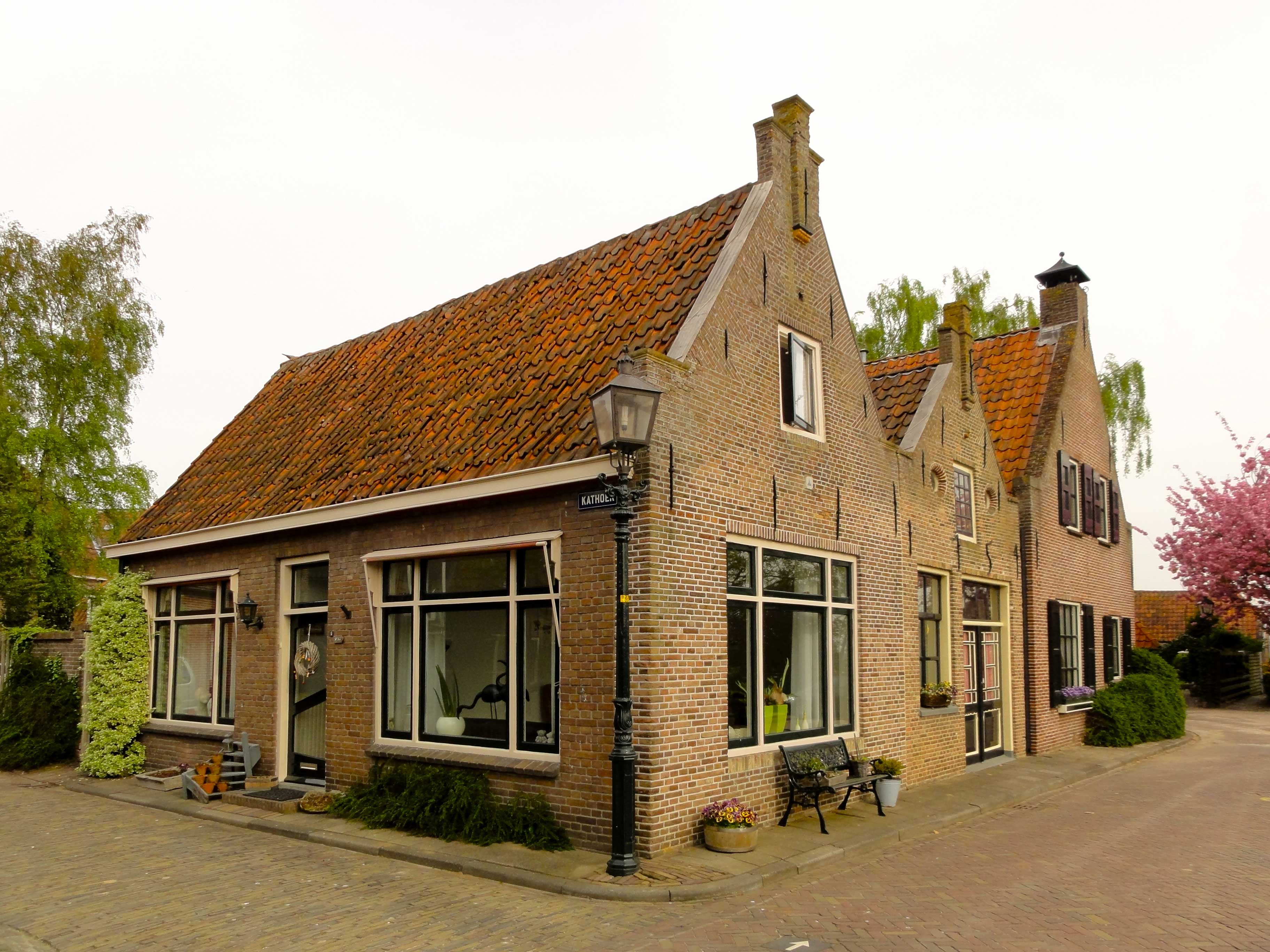
Blokzijl: edifici classificati come rijksmonumenten nella Kathoek

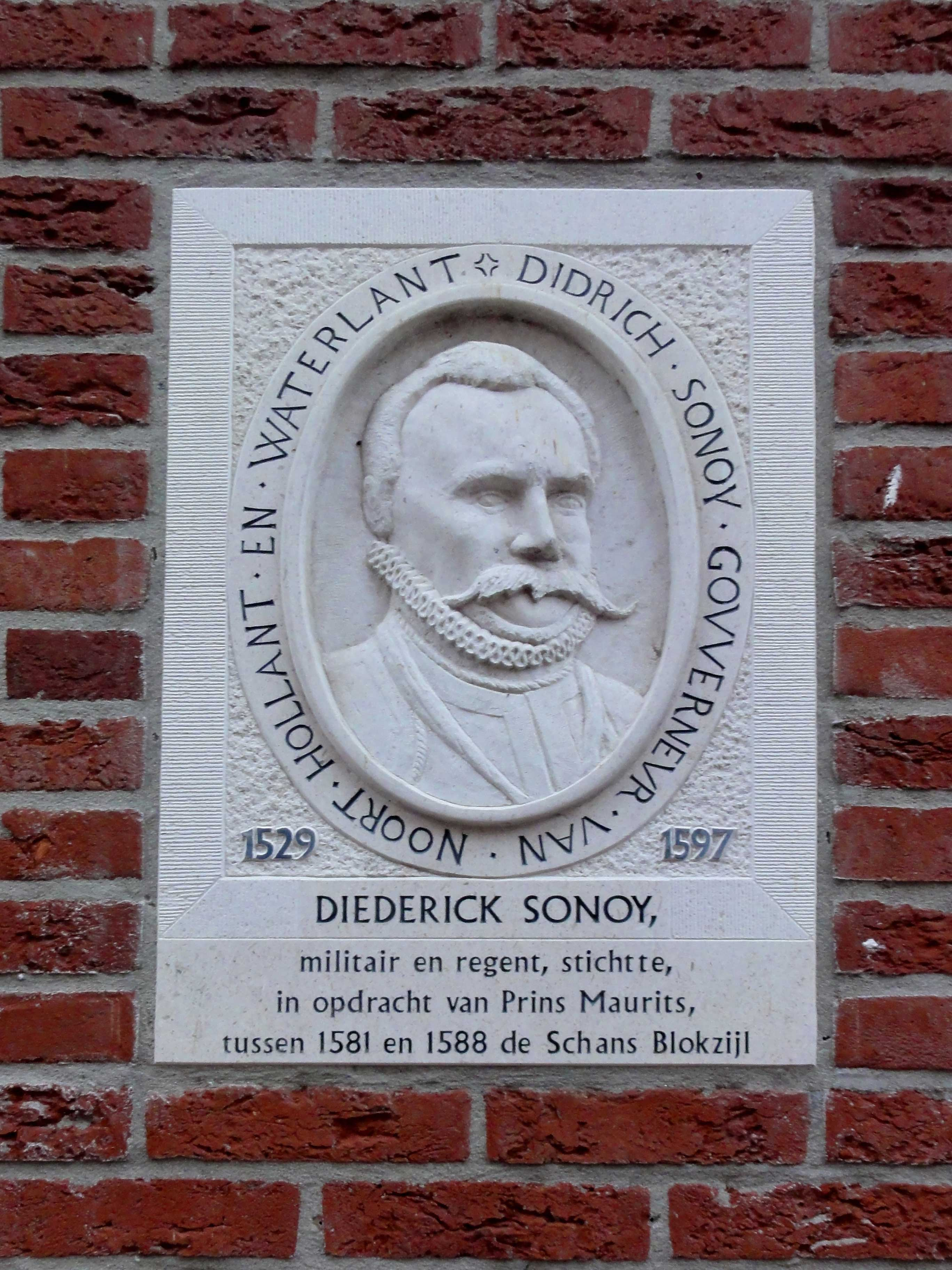
Blokzijl: targa sulla Kerkstraat in memoria di Diederick van Sonoy

Blokzijl (pron.: /'blokzɛjl/, in basso sassone: Blokziel; 1.100 ab. ca.) è una cittadina del nord-est dei Paesi Bassi, situata nella regione denominata "Kop van Overijssel", nella provincia dell'Overijssel. Dal punto di vista amministrativo, si tratta di un ex-comune, in seguito inglobato dapprima nella municipalità di Brederwiede e poi (dal 2001) nella municipalità di Steenwijkerland.
Un tempo la località era un importante porto sullo Zuiderzee (ora IJsselmeer).

## Etimologia
Il toponimo Blokzijl, attestato a partire dal XV secolo come Blocksyl, significa letteralmente "fortezza (blok) vicino alla chiusa (zijl)".

## Geografia fisica

### Collocazione
Blokzijl si trova al confine con la provincia del Flevoland, tra le località di Emmeloord e Giethoorn (rispettivamente ad est della prima e ad ovest della seconda), a sud-ovest di Steenwijk.

## Società

### Evoluzione demografica
Al censimento del 2001, Blokzijl contava una popolazione pari a 1.080 abitanti.

## Storia
Blokzijl si sviluppò a partire dal 1450 circa come dogana per la torba che veniva estratta nell'area di Weerribben-Wieden.
In seguito, divenne anche un porto fiorente.
Nel 1581, durante la guerra degli ottant'anni, furono realizzate delle fortificazioni per volere del governatore Diederick van Sonoy, in modo da creare un punto d'appoggio sullo Zuiderzee per le truppe olandesi impegnate nel conflitto contro gli Spagnoli.
Agli inizi del XVII secolo, il Principe Maurizio concesse alla località lo status di comune, assegnandole anche una propria bandiera e un proprio stemma e il diritto di avere una propria pesa pubblica.
|  |

Nel 1672, Blokzijl cadde per alcuni mesi sotto il dominio del vescovo di Münster Christoph Bernhard von Galen.
Nel 1840, la cittadina contava 392 abitazioni e 1.666 abitanti.
Nel 1972, Blokzijl cessò di essere un comune a sé stante e la cittadina fu accorpata l'anno seguente alla municipalità di Brederwiede (comune che dal 2001 è stato a sua volta inglobato nella nuova municipalità di Steenwijkerland).

## Architettura
L'architettura di Blokzijl si caratterizza per gli antiche case di mercanti che si affacciano sui canali.

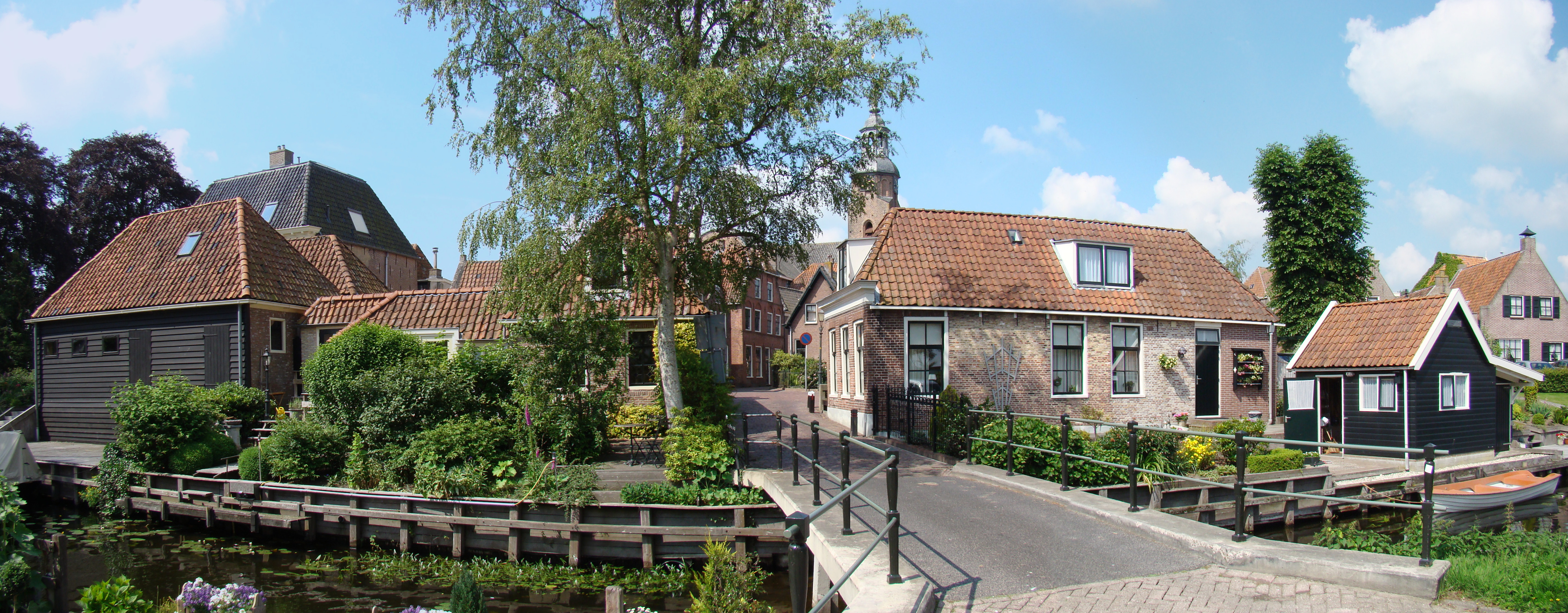
Architetture di Blokzijl

### Edifici e luoghi d'interesse

#### Grote Kerk
La Grote Kerk ("Chiesa grande"), fondata nel 1609, è una delle prime chiese protestanti dei Paesi Bassi.

#### Casa delle corporazioni
La Guildenhuis ("Casa delle corporazioni") ospita al suo interno lo Stadsdrukkerij Blokzijl, un museo sulla storia cittadina.

#### Kaatje bij de Sluis
Kaatje bij de Sluis è una statua raffigurante una mercante locale vissuta nel XVIII secolo.
Si tramanda che chi desidera la felicità deve toccarle la testa con la mano sinistra, mentre chi desiderà invece la prosperità deve farlo con la mano destra.
|  |